# Спутник и Погром
«Спу́тник и Погро́м» — общественно-политическое интернет-издание русской националистической направленности, созданное публицистом Егором Просвирниным.

## Создание сайта
Согласно интервью Егора Просвирнина 2013 года, история проекта «Спутник и Погром» отсчитывается с 28 апреля 2012 года: тогда он создал группу «Спутник и Погром» в социальной сети «ВКонтакте», а в 2013 году открыл одноимённый сайт, выступая на нём в роли главного редактора. Название было выбрано Просвирниным после известной шутки о том, что настоящий националистический журнал в России должен называться именно так благодаря двум наиболее известным словам, перешедшим в другие языки из русского и одновременно означавшим «две крайности русского народа» — «спутник» символизировал «триумф разума», а «погром» — «разгул народной стихии». Идеологию журнала он называл «интеллектуальным национализмом», который апеллировал не к чувствам, а к разуму — к русской интеллектуальной традиции и к конституционным, общественным и политическим наработкам многих стран мира. Проект он делал, согласно интервью 2017 года The Village, исключительно для себя, и называл его в шутку журналом про «бунтующую православную чернь». В то же время читателям «Спутника» он говорил, что проект появился сначала в виде блога в Живом Журнале, а позже эволюционировал в сообщество ВКонтакте и затем уже в полноценный сайт: появление сайта произошло на волне протестного движения, в то время, когда в стране велась активная общественная дискуссия и были «какие-то митинги и надежды на скорые перемены», которые сам Просвирнин поддерживал. В качестве основной цели сайта заявлялась популяризация русского национализма в обществе, в том числе даже среди пролиберально настроенной молодёжи. Также в качестве таковых упоминались превращение России в национальное государство русского народа, переход к европейским стандартам и базовым принципам, среди которых называется демократия, равенство всех перед законом, разделение властей и принцип «государство для русских, а не русские для государства».
Основным продуктом «Спутника» были длинные тексты об исторических событиях и межэтнических конфликтах. На сайте «Спутник и Погром» выходили как фельетоны авторства Просвирнина, «фонтанирующие злостью и лихими шутками», так и серьёзные эссе на тему истории, музыки и литературы. Фирменными текстами издания были рассказы о подвигах русской армии, в том числе о походе полковника Карягина, осаде крепости Осовец и охоте на Василия Чапаева. Самым резонансным материалом стал рассказ о стреляющей дагестанской свадьбе, собравший 20 тысяч «лайков» ВКонтакте. Основным автором текстов по состоянию на 2013 год называл себя именно Просвирнин, признаваясь при этом, что в его команде работали также выпускники философских факультетов и сотрудники ведущих московских студий, причём среди его сотрудников были граждане стран Евросоюза. Авторами статей, публиковавшихся в «Спутнике и Погроме», в разное время были Олег Кашин, Евгений Норин, Артём Рондарев, Андрей Никитин, Лев Пирогов, Константин Крылов, Егор Холмогоров, Амвросий (Сиверс), Мария Бутина и Дмитрий Мишенин.
В качестве основной читательской аудитории издания в 2013 году назывались люди в возрасте от 25 до 30 лет, относившие себя к среднему классу и не принимавшие идеологию либерализма или коммунизма, а в 2017 году её основу уже составляла продвинутая городская молодёжь. От народнической риторики Просвирнин сознательно отказывался, считая, что его издание должно этим отличаться от других национал-проектов. На основании этого он отвергал тезис «настоящая нация в деревне», восходящий к народничеству XIX века, и отстаивал утверждение, что национализм — это городской феномен, а поэтому городской журнал может быть национальным. Часть материалов была доступна только тем, кто готов заплатить за этот материал определённую сумму денег: по словам Олега Кашина, Просвирнин убеждал его в том, что именно такая модель существования любого средства массовой информации способна обеспечить процветание и независимость журналистов. Реализуя эту модель, Просвирнин опубликовал два интервью у Никиты Струве и Жоржа Нива, которые взял именно Кашин. Среди планов Просвирнина было не только сооружение базовой информационной структуры, но и создание социальной структуры на основе сайта.

## Популярность
На 2013 год у издания было по 4 тысячи подписчиков в Facebook и Twitter, а также примерно в 5 раз больше на странице ВКонтакте. Проект Просвирнина обратил на себя внимание центральных СМИ: в частности, 19 мая 2013 года в программе «Центральное телевидение» на НТВ вышел телесюжет, где проект назвали «национализмом с человеческим лицом». По заявлению Просвирнина за 2014 год, огромный интерес к его проекту проявлялся и на Украине, с территории которой ежемесячно фиксировалось около 70 тысяч посещений его сайта, а летом того же года у ресурса было 5 тысяч платных подписчиков. В 2017 году, по оценке Просвирнина, число посетителей составляло до 750 тысяч в месяц, а общее число визитов достигало 1,5 млн, причём большую часть трафика составляли переходы из пабликов ВК; стандартный новостной текст собирал 15 тысяч просмотров. В 2013 году Просвирнин утверждал, что статьи издания репостили в Facebook такие люди, как Сергей Пархоменко, Альфред Кох, Мария Гессен и Алексей Навальный, хотя позже Просвирнин уверял, что Кох у него не вызывал симпатии. В 2017 году он упомянул среди людей, обращавшихся к сайту и читавших его материалы, также Сергея Минаева, Анатолия Чубайса, Ксению Собчак и Игоря Стрелкова. В то же время в клубах читателей материалов сайта, по мнению Егора, присутствовали и сотрудники Центра противодействия экстремизму, вследствие чего несколько таких клубов были расформированы. Многие из ключевых авторов издания публиковались под псевдонимами «во избежание стигматизации национализма».
По отзывам журналиста Альберта Бикбова, художественное оформление сайта было отдельным произведением искусства, а представленные в статьях размышления авторов были «живой человеческой мыслью со всеми её достоинствами и недостатками», хотя и сам Егор, и иные авторы «в приступе графомании писали порой черт-те что». Дмитрий Ольшанский отмечал, что Просвирнин соединял фотографии Николая II с современным дизайном и современными слоганами, а патриотическую агитацию — с «тинейджерской наглостью», благодаря чему сумел внушить поколению культурных молодых людей интерес к русскому национализму, Российской империи и монархией, а не только к процессам глобализации и «новой этики». О дизайне Просвирнин говорил, что в работах есть влияние от классицизма до Новой Европы, однако ему приходилось использовать «графический язык городской молодёжи эпохи постмодерна» для рассказа о некоторых вещах, а также вкрапление злой или горькой иронии. Журналист Олег Кашин признавал, что Просвирнин лучше всего умел делать иллюстрации к статьям, причём делая это даже лучше петербуржца Александра Петрикова — иллюстратора издания Republic.
В финансовом плане издание не приносило прибыль: по состоянию на 2013 год общий доход Просвирнина от подписок читателей журнала и добровольных переводов был даже ниже, чем его зарплата новостника в «редакции средней руки», поэтому ему приходилось покупать рекламу в крупных сообществах. Платная подписка на сайт была единственным, за счёт чего существовал сайт, а рекламный доход сайта на 2017 год составлял примерно 10 % от всех доходов. Среднемесячный бюджет составлял около 10 тысяч долларов США, и оплату работы своим сотрудникам Просвирнин производил именно в долларах. По оценке самого Просвирнина, на 1000 посетителей приходился один человек, купивший подписку на материалы, однако крупных донатов при этом сайт не получал. В 2017 году Просвирнин рассчитывал запустить систему платных комментариев, чтобы обеспечить дальнейшее существование сайта, однако при этом комментарии с разжиганием межнациональной ненависти он считал недопустимым. За все годы существования при этом в редакции не произошло ни одного финансового скандала, хотя иногда Просвирнин вынужден был снижать зарплаты сотрудникам, а иногда они и вовсе работали без зарплаты. Однако ходили слухи о том, что издание финансируется как Навальным, так и некими лицами из Кремля.
В 2014 году издание поддержало аннексию Крыма Россией и сепаратистские республики Донбасса, выступив в поддержку вооружённых пророссийских формирований. Читатели сайта начали оказывать деятельную помощь пророссийским сепаратистам. По словам Егора, «сотни читателей» отправились воевать на стороне Новороссии (в 2018 году он указывал, что около 300 человек отправились туда добровольцами), а также собрали около 60 миллионов рублей на бронетранспортёр для сепаратистов. Также команда Просвирнина оказывала гуманитарную помощь больницам и детским приютам. Согласно сообщению Игоря Стрелкова от 23 июня 2014 года, два представителя сайта «Спутник и Погром» — Александр Жучковский и Олег Мельников — доставили Стрелкову в Славянск большой груз помощи из Санкт-Петербурга, куда входили беспилотник, крупная сумма денег и разное военное имущество.

## Критика
22 июня 2012 года в «Спутнике и погроме» была опубликована статья Просвирнина «Тот бесконечный летний день…», посвящённая нападению Германии на СССР 22 июня 1941 года и выдержанная в духе антисоветизма. Эта статья вызвала большой общественный резонанс: Просвирнина обвиняли в оправдании преступлений Третьего рейха против мирного населения СССР, оправдании деятельности «власовцев» и поддержке нацизма. В частности, в 2013 году публицист Исраэль Шамир в «Комсомольской правде» публично осудил статью Просвирнина и потребовал привлечь её автора к уголовной ответственности, предположив, что если бы подобный текст когда-либо оказался в руках Андрея Власова, тот усомнился бы в своих идеалах. Шамир выразил возмущение, что либеральная общественность никак не отреагировала на статью Просвирнина. Просвирнин 24 марта 2014 года заявил, что смысл его текста нёс исключительно антикоммунистический характер и был направлен исключительно против организаторов Красного террора и «Большого террора», и обвинил Сергея Кургиняна, разбиравшего на своём Youtube-канале текст Просвирнина, в подмене понятий и манипуляции фактами. В ноябре 2013 года депутат Госдумы Михаил Маркелов обратился в Генпрокуратуру и Роскомнадзор с просьбой проверить сайт на экстремизм, такую же просьбу направлял и секретарь Общественной палаты Евгений Велихов.
10 февраля 2014 года ресурс обвинил Первый канал и ведущую воскресного «Времени» Ираду Зейналову в плагиате: в выпуске от 9 февраля журналистка процитировала текст «Спутника и погрома» про открытие Олимпиады в Сочи: говоря про театрализованное представление на церемонии открытия, Зейналова повторила отдельные выражения из текста, а в некоторых местах процитировала целые фразы. Позднее ведущая принесла извинения за цитирование статьи главному редактору Егору Просвирнину на своей странице в Facebook.
17 февраля 2014 года на телеканале Россия-1 был показан документальный в фильм «Биохимия предательства», который был снят Константином Сёминым и позиционировался как «исторический проект» о ценности патриотизма и ужасах предательства. В фильме присутствовали кадры с фрагментами интервью Просвирнина, в том числе и те, на которых он говорил буквально следующее «Я бы, конечно, попытался дезертировать!». По словам портала «Накануне.ру», в фильме Просвирнин открыто признавался в своих симпатиях к генералу Власову. После выхода фильма Просвирнин открыто обвинил Сёмина во лжи, поскольку тот обещал показать итоговый материал всем участникам фильма перед его запуском в эфир, но «начал … с предательства», вырвав фразу Просвирнина из контекста, перемонтировав весь материал и обманув всех участников съёмок. Сама картина была раскритикована за грубые пропагандистские элементы некоторыми журналистами (в том числе Олегом Кашиным).

## Блокировка сайта
17 сентября 2015 года в квартире Егора Просвирнина сотрудниками Следственного комитета РФ и ЦПЭ был проведён обыск, основанием для которого стало уголовное дело, возбуждённое по статье 282 ч. 1 УК РФ в связи с одним из материалов, опубликованных на «Спутнике и Погроме» под именем Просвирнина. Сам он проходил по данному разбирательству в статусе свидетеля. По некоторым данным, поводом к возбуждению дела стала статья «За что мы стоим, чего будет и чего не будет», в которой Просвинин выступал за присоединение Украины, Белоруссии и Северного Казахстана к России. Дальнейший ход делу не был дан, поскольку доказательств вины Просвирнина обнаружено не было, однако полиция конфисковала большое количество оборудования, которое даже по состоянию на конец 2021 года не было возвращено Егору. Просвирнин возмущался самому факту обвинения, поскольку ему вменяли «оскорбление украинского народа», казавшееся ему нелогичным на фоне освещения событий в Донбассе: следователь же якобы объяснил Егору, что специализируется на делах не об экстремизме, а о других преступлениях, поэтому не был заинтересован в каком-либо возбуждении дела. Сам Просвирнин иронично называл себя «простым разнорабочим» касаемо деятельности сайта.
23 января 2017 года Министерство информации Республики Беларусь издало приказ о блокировке сайта «Спутник и Погром» на основании решения суда Центрального района Минска, признавшего материалы сайта экстремистскими. В марте 2017 сайт привлёк внимание балтийской прессы и некоторых высокопоставленных лиц (среди которых — Александр Вершбоу и Тоомас Хендрик Ильвес) после публикации статьи «Как нам реорганизовать Прибалтику».
В июле 2017 года Генеральная прокуратура РФ направила в Роскомнадзор требование о блокировке сайта «Спутник и Погром», обвинив портал в пропаганде идей национальной и религиозной розни, побуждающих к экстремизму, но не указав при этом, какие именно публикации нарушают законодательство. После публикации сообщения Роскомнадзора на сайте «Спутника и Погрома» появилось заявление о продолжении работы по новому адресу. Сам Просвирнин называл требование Генеральной прокуратуры неправомерным, полагая, что причиной закрытия портала могла быть предвыборная кампания Владимира Путина в канун президентских выборов 2018 года, в рамках которой началось давление на некоторые СМИ — по словам Просвирнина, сайт пытались закрыть и прежде. Просвирнин с долей иронии предлагал переименовать портал в «Путин и Медведев», чтобы попытаться отменить решение Роскомнадзора. В итоге портал всё же был заблокирован, хотя благодаря VPN у подписчиков была возможность посетить сайт и прочитать его материалы. По оценке Просвирнина, подписчиков на момент закрытия могло бы хватить на два-три месяца для финансирования сайта, однако ежемесячное сокращение подписчиков грозило и сокращением доходов для сайта. Попытка открыть зеркало сайта потерпела неудачу, поскольку оно было заблокировано мгновенно. Также доступ к «Спутнику и Погрому» был заблокирован на территории Белоруссии и (неофициально) Казахстана. Последняя публикация на сайте, появившаяся перед его блокировкой, была посвящена Александру III.
В связи с блокировкой на сайте регулярно стала выходить только рубрика «День в истории»: трафик упал в 3,5 раза, а новостной текст собирал всего 2—3 тысячи просмотров вместо 15 тысяч. Также был прерван шестимесячный рост посещаемости, достигнутый прежде без затрат на рекламу. Просвирнин рассматривал несколько вариантов развития сайта, начиная от переименования (рабочим названием проекта было «Попутчик и Дебош») и смены модели и заканчивая введением платной подписки стоимостью до 500 долларов за месяц с расчётом на 200—300 подписчиков, которые вместе с подпиской получат право обращаться напрямую к редакции и предлагать ей материалы для публикации, которые могут распространяться в других СМИ. Однако ещё одним препятствием стала платёжная система Tinypass, которая при самом простом варианте не позволяла подключить новый домен к существующей базе подписчиков: тариф, позволяющий добавлять домены без необходимости переподписки читателей на новый, стоил очень дорого. Tinypass после многочисленных запросов Просвирнина с требованиями разобраться в возникшей проблеме в итоге попросту отключила его аккаунт издателя. Более того, американский платёжный провайдер Piano, по словам Егора, отказал сайту в дальнейшей монетизации.

## Закрытие сайта и дальнейшая судьба проекта
9 октября 2018 года издание объявило о своём окончательном закрытии, а одноимённый Telegram-канал «Спутник и Погром» продолжил своё существование в дальнейшем. Говоря о закрытии сайта, Просвирнин заявил, что сайт успешно выполнил главную миссию по воспитанию поклонников, продвигавших идеи русского национализма. Олег Кашин связывал закрытие проекта с «исчезновением запроса на антипутинский русский национализм». Блокировка ресурса вызвала сожаление у лидера ЛДПР Владимира Жириновского.
Согласно представленной в день закрытия статистике, на сайте за всю историю вышло 6300 материалов (в том числе 1168 премиум-материалов в 238 рубриках) с общим объёмом 70 млн знаков текста (около 45 книг размером по 400 страниц каждая), предложенные более чем 300 авторами. Общее число читателей составило 230 тысяч человек в соцсетях, около 15 тысяч человек были упомянуты как владельцы платной подписки на сайт, а число просмотров составило 81 млн с 2012 года. Было объявлено, что 18 ноября 2018 года поддержка сайта прекратится окончательно. Подводя итог шестилетней работы сайта, Егор также заявил о своих намерениях создать несколько проектов, которые продолжили бы дело «Спутника». К таковым проектам он относил отдельное издание из лонгридов с концепцией под рабочим названием «Развернутый курс по устройству Российской Империи для будущих (и, может, нынешних) правящих элит», в котором описывал логику принятия решений русской аристократией, предполагая приход к власти нового поколения, воспитанного в духе русского национализма. По его словам, это могло бы помочь провести полезные для Российской Федерации реформы, которые ускорили бы её дальнейшее развитие. Другим проектом была некая социальная сеть под рабочим названием «Сошл 2.0», в которой публиковались бы авторские новостные и аналитические материалы, а также читательские сообщения и комментарии; полностью отсутствовала бы цензура, в отличие от Facebook и ВКонтакте; присутствовала бы возможность выплаты читателям гонораров за наиболее часто просматриваемые и высоко одобряемые сообщения. Авторы «Спутника» в этой сети играли бы роль модераторов в экспертных дискуссиях, где могли бы готовиться будущие специалисты в области СМИ. Просвирнин называл этот проект прототипом «Национального Университета По Подготовке Русской Интеллигенции».
27 декабря 2021 года основатель сайта Егор Просвирнин погиб, выпав из окна многоэтажного дома в Москве.
27 февраля 2022 года Антон Красовский в личном Telegram-канале призвал Роскомнадзор снять блокировку с сайта «Спутник и Погром», которая осталась без внимания ведомства.